# Rudolf Spielmann
Rudolf Spielmann (5. května 1883, Vídeň – 20. srpna 1942, Stockholm) byl rakouský šachista židovského původu.

## Život
Narodil se v rodině redaktora Morize Spielmanna a jeho manželky Cecilie rozené Neustadtlové. Byl druhým z jejich šesti dětí. Šachy se naučil hrát asi ve věku 5 let od svého otce. Po ukončení školy odmítl studovat matematiku, protože se chtěl stát profesionálním šachistou. Jeho kariéru, kterou začal v roce 1909 v Sankt Petěrburgu, přerušila první světová válka. V roce 1935 opustil Vídeň a pobýval částečně v Nizozemsku, kde žily jeho dvě sestry.

### Rudolf Spielmann a Československo
Rudolf Spielmann opakovaně navštěvoval Československo, kde hrál simultánní partie. Po anšlusu Rakouska se mu jako Židovi v roce 1938 podařilo uprchnout do Československa, kde žil též jeho bratr Leopold (1868–1942). V lednu 1939 Rudolf Spielmann emigroval na pozvání předsedy švédského šachového svazu do Švédska, kde v roce 1941 zemřel. Bratr Leopold se i s nezletilou dcerou stali obětí holokaustu.

## Kariéra
Zúčastnil se přibližně 120 turnajů, z nichž 33 vyhrál. Mezi jeho úspěchy patří třetí místo na 16. místě kongresu DSB v Düsseldorfu, 3.–4. místov Petrohradu 1909, Stockholm 1909, 4. místo v Hamburku 1910, 2. místo v Piešťanech 1912, 1. místo místo v Baden 1914, 2.–3. místo v Mannheimu 1914, 1. místo místo ve Stockholmu 1919, 2.–3 místo v Piešťanech 1922, 1.–2. místo v Teplicích 1922, Vídeň 1926 a Karlovy Vary 1929.
V roce 1927 vyhrál před Jefimem Bogoljubovem německý šachový šampionát v Magdeburgu. Jeho největším úspěchem bylo vítězství v turnaji v Semmeringu v roce 1926. Tehdy zvítězil před Alexandrem Aljechinem, Milanem Vidmarem, Aaronem Nimcovičem a Saviellym Tartakowerem. Kvůli své riskantní hře občas skončil i na posledním místě, ale po první světové válce se snažil hrát více pozičně. Ve 30. letech se jeho výkony pomalu zhoršovaly. Reprezentoval Rakousko na šachových olympiádách 1931 a 1935, pokaždé hrál na druhé šachovnici za Ernstem Grünfeldem.
Jeho skóre proti José Raúlu Capablancovi byly dvě výhry, dvě prohry a osm remíz. V roce 1928 vyhrál v Bad Kissingen a o rok později v Karlových Varech.

## Styl hry
Byl známý svými taktickými schopnostmi a skvělým útokem a kombinacemi, vyhrál také tematický turnaj v Opatiji v roce 1912, kde se hrál královský gambit. Jako vítěz obdržel pomyslný titul „posledního rytíře královského gambitu“.

## Publikace
- SPIELMANN, Rudolf. Ein Rundflug durch die Schachwelt. 1. vyd. Berlín: [s.n.], 1929.
- SPIELMANN, Rudolf. 2. vyd. [s.l.]: Eltmann ISBN 9783940417411. (německy)